# Celestino Córdova
Celestino Cerafín Córdova Tránsito (Padre Las Casas, Chile, 20 de septiembre de 1986) es un machi de la comunidad Chicahual Córdova (Lof Lleupeco) en la región de La Araucanía en el sur de Chile.
Fue condenado a 18 de años de prisión en febrero de 2014 por el delito de incendio con homicidio del matrimonio de agricultores Werner Luchsinger y Vivian Mackay el 4 de enero de 2013.
A partir de huelgas de hambre el 2018 y 2020 obtuvo permisos del gobierno chileno para visitar su comunidad y participar en ceremonias de acuerdo a la cosmovisión mapuche.En 2024, fue liberado bajo libertad condicional.

## Biografía
Córdova Tránsito nació el 20 de septiembre de 1986 en la comunidad Chicahual Córdova (Lof mapu Lleupeco) ubicada en la comuna de Padre Las Casas en la provincia de Cautín en la región de La Araucanía. Es el séptimo de 12 hijos; sus padres son María Tránsito Painemil y Segundo Córdova Nahuelpan, un profesor de mapudungún y además un reconocido zugumachife (asesor de machi, especialmente en situaciones de trance) que le ayudó con la interpretación de los sueños que empezó a tener a los 5 años de edad. El 2002 culminó su enseñanza básica en la escuela San Martín de Porres.
Inició sus estudios de enseñanza secundaria en el liceo La Granja del sector de Cajón a 12 km de Temuco pero tuvo que dejar los estudios a partir de la llamada kizu kutxan, una enfermedad mapuche propia de los machis.
Fue reconocido como machi de la comunidad de Chicahual Córdova en Las Casas para brindar salud a las personas, dar consejos (gülham) en tiempos de crisis estando en prisión preventiva para dar orientación a los loncos a partir de los pewma (sueños revelatorios).
En 2010 y 2011 compartió sus conocimientos en medicina mapuche a través de clases en un diplomado organizado por la Universidad Católica de Temuco (UCT). Cuando se le preguntó por su participación en la universidad, el pro-rector de la UCT, Arturo Hernández, declaró: «él no es académico, ni profesor, ni trabaja a honorarios. Fue contratado en su calidad de machi para reforzar el equipo del diplomado».

### Asesinato de Werner Luchsinger y Vivianne Mackay y detención
La madrugada del 4 de enero de 2013, Werner Luchsinger (75 años) y su esposa Vivianne Mackay (69 años) dormían en su casa, ubicada en un predio (llamado Granja Lumahue) en la comuna de Vilcún. A la una de la madrugada aproximadamente, personas ingresaron al predio. Werner, al percatarse de esto, decidió enfrentar a los intrusos con armas (particularmente con un revólver calibre 22). Los asaltantes comenzaron a incendiar la casa, mientras que Mackay telefoneaba desesperadamente a familiares y a Carabineros de Chile. Su hijo no tardó en trasladarse al lugar, pero al no poder encontrar los cuerpos de sus padres en primera instancia pensó que lograron escapar pensó que habían logrado escapar, dándolos por desaparecidos. Sin embargo, horas después, Bomberos de Chile encontró ambos cuerpos calcinados, así como el arma perteneciente a Werner Luchsinger con cuatro cartuchos útiles. Además, Carabineros informó que esa misma noche a 1750 metros del lugar,  fue detenido el machi Celestino Córdova Tránsito (26 años) quien caminaba con una herida de bala.

### Huelgas de hambre
En febrero de 2014 fue condenado a 18 de años de prisión por el incendio que provocó la muerte del matrimonio de agricultores Werner Luchsinger y Vivian Mackay el 4 de enero de 2013. A los tres meses de ser condenado inició su primera huelga de hambre en la cárcel de Temuco que duró un poco más de dos semanas solicitando ser trasladado a un centro penitenciario de estudio y trabajo (CET).
En enero y junio de 2018 obtuvo un permiso de 15 horas (de las 48 que solicitaba) para visitar y conducir una ceremonia en su rewe luego de protagonizar la segunda y tercera huelga de hambre. Se considera que fue clave la opinión a favor del permiso por parte de Jorge Luchsinger Mackay, hijo de Werner Luchsinger y Vivian Macckay.
El 4 de mayo de 2020 inició otra huelga de hambre junto a otros 8 presos mapuche en Temuco, en el sur de la Araucanía en Chile. En las siguientes semanas, otros 17 presos mapuche se sumaron a la huelga de hambre. Los 26 presos en huelga de hambre, incluidos los machi, exigieron la aplicación del Convenio 169 de la OIT, que permite a los presos cumplir su condena o prisión preventiva en sus tierras y no en una prisión. El machi Celestino Córdova exigió específicamente el respeto a sus derechos como líder espiritual del pueblo mapuche, lo que le exige tener una proximidad física a su tierra y un lugar sagrado específico, que representa la conexión entre el mundo terrenal y espiritual.
El 18 de agosto de 2020 logró un acuerdo con el gobierno de Sebastián Piñera para visitar su rewe luego de 107 días de huelga de hambre. El acuerdo incluyó el permiso de visitar su comunidad durante 30 horas para participar en una ceremonia.

### Liberación
El 4 de enero de 2024, a los 11 años del doble homicidio, fue liberado condicionalmente.